# Сагайдак Михайло Андрійович
Михайло Андрійович Сагайдак (1945, с Вигурівщина, Броварський район, Київська область) — український археолог. Кандидат історичних наук (1986); Інститут археології НАНУ, с.н.с. відділу археології Києва, керівник Подільської постійно діючої археологічної експедиції (з 1986);  директор ДП «Центр археології Києва НАН України».
Після строкової служби в армії працював в Українському товаристві охорони пам'яток. Близько 1969 року вступив до Московського педагогічного інституту. Згодом перевівся на історичний факультет Полтавського педагогічного інституту, який закінчив у 1973 році.
Хрещений батько отця Януарія (Гончара), сина Ніни Матвієнко.

## Публікації, інтерв'ю
- Михайло Сагайдак: «Наші Помпеї — в нас під ногами» // Цікавий Київ > Цікаві матеріали про Київ
- Київський Поділ. За завісою віків / Інтерв'ю з кандидатом історичних наук М. А. Сагайдаком, 30.06.2016 // Вісник НАН України, 2016 № 8, с. 73-84